# ザンクト・レオン＝ロート
ザンクト・レオン＝ロート (ドイツ語: St. Leon-Rot) は、ドイツ連邦共和国バーデン＝ヴュルテンベルク州ライン＝ネッカー郡に属す町村（以下、本項では便宜上「町」と記述する）。

## 地理
ザンクト・レオン＝ロートは、オーバーライン地溝帯に属すクライヒバッハ渓谷内、ハイデルベルクの南約18kmに位置する。この町はライン＝ネッカー大都市圏の一部をなす。

### 地形と気候
ザンクト・レオン＝ロートが位置するライン川沿いの低値は、ライン左岸側をヴォージュ山脈とプファルツの森の一部であるハールト、右岸側をシュヴァルツヴァルトとオーデンヴァルトに挟まれている。これらに両岸を護られた南北300km、幅40kmの陽当たりの良い地溝帯は地球活動の恩恵を授かったといえる。
強い風から護られている位置にあることが、年間の平均気温10.3℃というドイツとしては穏やかな気候の原因である。これはドイツ全体の年間平均気温よりも1.2℃高い。春になると、この地域には、サクラ、モモ、アーモンド、プラムの花が咲き誇る。
緩い砂地と湿度と春の暖かさは、アスパラガスやタバコなど、20℃から25℃の気温と適度な土の湿り気を必要とする作物の栽培に最適である。豊穣な黄土質の土地、特にベルクシュトラーセ周辺では春から秋まで収穫期が続く。レタスやニンジンといった野菜、さまざまなベリーや果実が収穫され、ハイデルベルク＝ハントシュースハイムの市場から世界中に出荷されている。

### 町域の広がりと隣接市町村
ザンクト・レオン＝ロートに隣接する市町村を時計回りに列記する。北部はライリンゲン、ヴァルドルフ、ヴィースロッホと境を接する。東はザンクト・レオン＝ロートの田圃越しにラウエンベルクとマルシュが接する。南東部は、ザンクト・レオン＝ロート町内の森越しにバート・シェーンボルンのミンゴルスハイム区と接し、南にはクローナウとヴァクホイゼルが位置する。南東から南にかけて接する3つの自治体はいずれもカールスルーエ郡に属す。西側は既述のヴァクホイゼルとライリンゲンが郡境を挟んで並ぶ。ザンクト・レオン＝ロートは、ライン＝ネッカー郡の南端に位置している。

### 町の構成
かつては独立した市町村であったロートとザンクト・レオンが1974年1月1日に合併して一つの自治体ザンクト・レオン＝ロートが成立した。ロートとザンクト・レオンの2つの集落の真ん中に新しい中心街を創設し、両集落を融合させようという計画が遂行されている。この計画に基づいて、催事センター・ハレス、公民館、町役場の他にプロテスタント教会の組織センターや3つのショッピング・マーケットが造られている。2007年、ザンクト・レオン＝ロート私立ギムナジウムが新しい校舎を造り、開校した。養護施設や介護つき老人ホームを備えた高齢者センターも2007年4月にオープンした。

## 歴史
ザンクト・レオン＝ロートは1974年に独立した自治体であったロートとザンクト・レオンが合併して成立した。しかし、もっと昔、14世紀の終わりに街道が村を分離して2つの村になるまでは、両者は一つの村として存在していた。
853年にザンクト・レオンという名の司教区参事会（守護聖人を大教皇レオ1世とする）が記録されている。同名の村の存在は1157年のシュパイアー司教ギュンターの購入証明書に初めて記録されている。守護聖人の名前に継続性があることは、この参事会と村との何らかのつながりを示唆している。教皇レオ9世が教会をザンクト・レオンに建立したという伝承があるが、これは証明されていない。この伝承は、アルプスの北には珍しい聖レオを守護聖人とする村の存在を説明するためのものと考えられる。ロートの存在に関する最初の記録は1284年である。ザンクト・レオンとロートの分離に関しては、1397年にロートが独自の村長をたてた記録があり、1476年にはロートの教会が教区教会に昇格されている。明確に分離が記録されているのは1582年である。三十年戦争で人口はひどく減少した。その後、再び増加したものの、住民は極貧状態であった。これによりハンガリーやアメリカへの移住が行われた。
18世紀の初めからタバコの栽培が主要産業となった。19世紀中頃からはホップがこれに替わった。1960年代の中頃まで主に農業生産が中心の町であった。収穫の大部分は、動物の飼料、穀物、ジャガイモの他、主にタバコ、アスパラガス、ブドウからなっていた。その後、工場からの収入が増加し、これらの農作物は再びその経済上の重要性を失っていった。この世紀に周辺地域に設けられた工業地は、アスパラガス栽培と共存しながら、所得状況や生活環境の向上をもたらした。周辺地域、特にハイデルベルクやヴィースロッホの構造変化は、伝統的農業を徐々に圧迫していった。Heidelberger Druckmaschinen AGや SAP (企業)SAP AG、KS Gleitlager GmbHといった大企業や、中小企業が住民の職場となった。
1974年の市町村再編で2つの村は、かつてそうであったように1つに合併した。合併の少し前から、合併後はさらに盛んに社会資本の整備がなされた。学校、プール、レクリエーション施設、保養施設が設けられた。ザンクト・レオナー・ゼーの保養施設や80年代半ばに建造された催事センター・ハレスは特筆に値する。また、この頃には快適で魅力的な住宅地が造成された。重要なステップは、ゴルフ場開発であった。

### 宗教

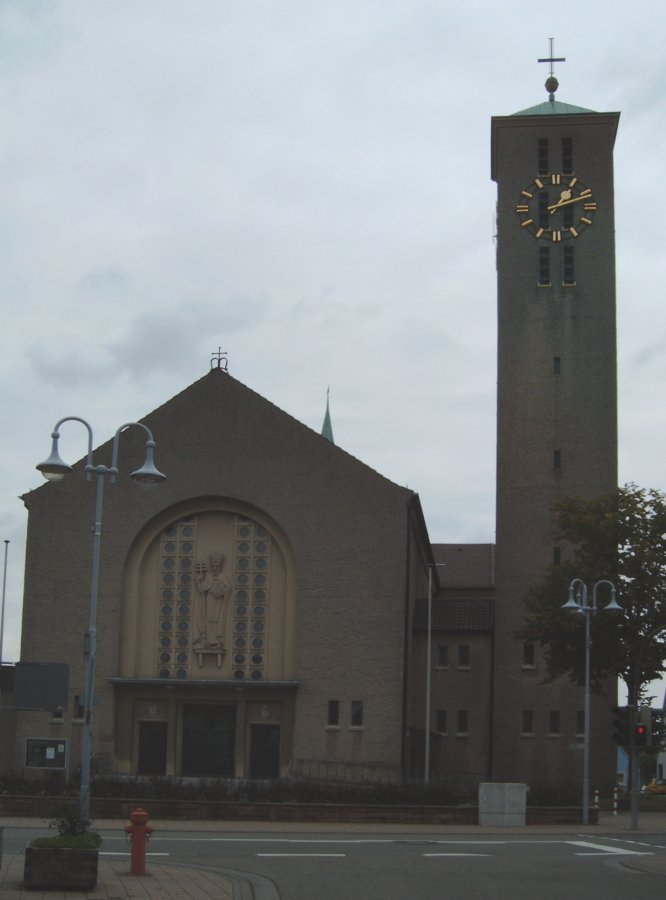
ザンクト・レオン地区のザンクト・レオ・デア・グロス

住民の多く（2007年現在、63.71%）はローマ・カトリックの信者で、プロテスタントは少数派（2007年現在、14.39%）である。残る2,727人（2007年現在、21.90%）はさらに少数の宗教団体に属す。ザンクト・レオンもロートもそれぞれ独自の教会を持っている。どちらの村もそれぞれの中央にカトリック教会堂を有していた。ザンクト・レオンの教会は、大教皇レオ1世に因んでザンクト・レオ・デア・グロスと名付けられている。一方、ロートの教会は聖人マウリティウスの名を冠している。
この司祭区とヴァルドルフ司祭区は2006年1月に合同の司祭区となり、2006年11月に新しい司祭区として合併した。
プロテスタント教会も、長年の念願であった教会堂を持つことができた。すべての工事を完了した後、2003年3月29日から30日にキリスト教会の献堂式が行われた。教会と牧師館は、ザンクト・レオン＝ロートの新しい中心地（ザンクト・レオンとロートの中間）に建造された、教会の周辺には、催事センター「ハレス」（公民館）、町役場、ザンクト・レオン＝ロート高齢者センター、ザンクト・レオン＝ロート私立ギムナジウムが建ち並んでいる。

### 町村合併
州政府の主導により、1974年の市町村再編により大規模な自治体の統廃合がなされた。ザンクト・レオンとロートもこの動きに組み込まれた。最初の住民投票では、両町の住民は合併を拒絶した。州政府からの最後の通告がなされた後、1973年6月24日に行われた二度目の住民投票では、ロートで88%、ザンクト・レオンで90%の住民が投票を行い、ロートでは50%、ザンクト・レオンでは45%の住民が合併に賛成した。これを承けた両町の議会は、合併に賛成10、反対2、棄権1の結果となった。これに基づき合併が行われ、1974年1月1日に発効した。

### 人口推移
| 年   | 人口（人） |
| ---- | ---------- |
| 1974 | 9,985      |
| 1979 | 10,098     |
| 1984 | 10,151     |
| 1989 | 10,737     |
| 1995 | 11,551     |
| 1999 | 12,033     |
| 2004 | 12,274     |
| 2007 | 12,451     |
| 2010 | 12,839     |
| 2015 | 13,560     |

出典: ザンクト・レオン＝ロート住民記録2004およびバーデン＝ヴュルテンベルク州統計局
人口には、届け出義務のない人も含まれている。その人数は750-800人程度である。

## 行政

### 議会
ザンクト・レオン＝ロートの議会は、直接選挙で選出される23人で構成される。22人の議員と首長である。

### 首長
- 1974年 - 1998年: ヘルムート・マルティン
- 1998年 - : アレクサンダー・エーガー

### 紋章
ザンクト・レオン＝ロートの紋章は左右二分割。向かって左は青地に教皇の三重冠。金色の王冠装飾が銀の三重冠を取り巻いている。向かって右は金地（あるいは黄色地）に曲がった刃をもつ鎌。
三重冠は、1049年に教皇レオ9世が教会を聖レオに捧げたという1800年の年代記に由来する。鎌は環状の入植地であったロートを意味している。この町の紋章は、現在の2地区の紋章を組み合わせたものである。シュパイアー司教領に属したことは教皇の三重冠で象徴させている（ロートのシュパイアー十字は除かれた）。また、聖レオの肖像を描くことは複雑に過ぎるとの配慮から断念された。

ロートの紋章
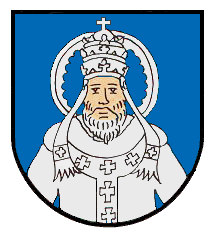
ザンクト・レオンの紋章

## 文化と見所

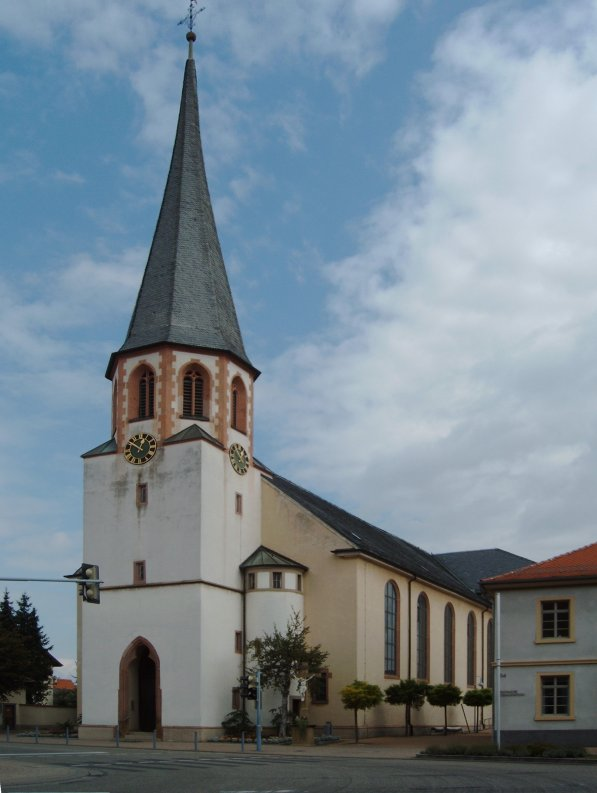
ロート地区の聖マルティウス教会

聖マルティウス教会
聖マルティウス教会の塔は、どっしりとした四角形の基部、八角形の鐘楼室、尖塔状の屋根をもつロート地区の象徴的建造物である。高さ43mのこのゴシック様式の塔はザンクト・レオン＝ロート町内で最も高く、最も古い建造物である。シュパイアー司教領主の記録によれば、1476年頃、この塔が建設とともに司教による統治時代が始まったとされている。塔の中にはいると後期ゴシック様式のヴォールトの見事な仕上げを見ることができる。塔全体は赤色砂岩により造られている。塔内部には鐘楼室があり5つの鐘が備えられている。このうち2つは2003年に追加されたものである。
郷土博物館
ザンクト・レオ修道院が初めて記録てから1150年祭を迎えた2003年2月9日に、ザンクト・レオン＝ロート博物館が開館した。郷土博物館はこの1階部分、約80m2を占めている。郷土博物館が創設当初から関係している郷土史研究グループの業績が2006年末に評価された。ザンクト・レオン＝ロート博物館が「模範的な郷土博物館」コンクールで優勝したのである。賞は2007年5月22日にカールスルーエ行政管区本部での郷土史研究グループ総会で前行政管区長官ゲルリンデ・ヘンメルレからザンクト・レオン＝ロートの首長であるアレクサンダー・エーガーと郷土史研究グループ会員に授与された。
ザンクト・レオナー・ゼー保養施設（ザンクト・レオン湖保養施設）
催事センター「ハレス」

### スポーツ
ゴルフ
ゴルフ場の建設は1990年代半ばから始まり、1997年4月26日にオープンした。1999年から2007年まで「ドイツ銀行プレーヤーズ選手権」がこのゴルフ場で開催されていた。この大会には、タイガー・ウッズ、アーニー・エルス、ベルンハルト・ランガーといった一流のゴルファーが参加した。2015年には女子のライダーカップに相当するソルハイムカップの開催が予定されている。
ハンドボール
以前はハンドボールがこの町の看板スポーツであった。この競技では、TSVロート1905というクラブが特筆に値する。このクラブチームは、新しくリーグが発足した1966年から1968年までフェルトハンドボール・ブンデスリーガでプレイし、1981年から自主的に撤退する1988年までハンドボール・ブンデスリーガ2部でプレイした。現在では、TSVロートに加えて、SGザンクト・レオンというクラブがある。2008年から2009年のシーズンはSGはバーデン＝ヴュルテンベルク・オーバーリーガで、TSVはランデスリーガでプレイしている。両チームとも07年から08年シーズンに優秀な成績を上げて昇格したばかりである。

### 年中行事
ザンクト・レオンのザウアークラウト市
ザンクト・レオンでは、525年からザウアークラウト市が開催されている。このザンクト・レオンの市場は雑貨市で、あらゆる日用必需品が売買されている。現在も、近隣のあるいは遠来の客に様々な商品やサービスを提供している。ザウアークラウト市の名前は、昔は毎年、新鮮なキャベツで作ったザウアークラウトがテーブルに並ぶ頃に開催されたことに由来する。
ロートの街道教会祭
徐々に人気が薄れていった教会開基祭に替わり、1979年から10月の第1週末に開催されている。
ザンクト・レオンの街道祭

### 特産品
ザンクト・レオン＝ロートでは、昔からアスパラガスの栽培が盛んである。集中的に栽培されていることから、「シュパーゲルゲマインド」（アスパラガスの町）という呼び名まであり、バーデン・アスパラガス街道という観光街道がこの町を通っている。

## 経済と社会資本
1962年に当時の町長であったイシドール・トーメは、フランクフルトに本社を置くMetallgesellschaft AGの子会社である Kolbenschmidt社をシュテーガーフェルトに誘致した。この時の条件として約77haの用地を用意する必要があった。当時の町議会は、これを承諾し、これが現在の工業団地の基礎となった。長い間この土地は使われないままであったが、1990年に町議会は大きな決定を下した。Metallgesellschaft AG社と協同でこの土地の開発・売却企業を発足させたのである。この試みは成功し、約35haの土地と42棟の社宅が売却された。工業団地はさらに拡大されることとなった。2100万DMが投資され、堅実で世界的に活動している企業を誘致し、雇用と税収を創設しようとしたのである。
1995年 SAPドイツがザンクト・レオン＝ロートの工業団地に社屋を建設した。1996年には印刷、発送、倉庫機能を有する流通センターが設けられた。1998年の初めにSAPはザンクト・レオン＝ロートの機能を拡充する決定を下した。サービスセンターが建造され、約1,100人の雇用が生み出された。町議会は1億DMを投資して、非常に素早い対応で工業団地の区画拡充を行った。2000年時点で、ザンクト・レオン＝ロート工業団地内のSAPには2000人以上の従業員が働いていた。その後オフィスビルやコンピュータセンターが設けられ、さらに600人の雇用が創出された。最後の区画が整備され社屋が完成すると、最終的にザンクト・レオン＝ロート工業団地内のSAPの従業員数は4,000人を超える。

### 交通
ザンクト・レオン＝ロートは、アウトバーンA5号フランクフルト - カールスルーエ線（Nr.39 ヴァルドルフ/ヴィースロッホ・インターチェンジまたはNr.41 クローナウ・インターチェンジ）およびA6号マンハイム - ハイルブロン線（Nr.32 ヴィースロッホ/ラウエンベルク・インターチェンジ）により広域道路網に繋がっている。さらに連邦道B3号線、B39号線がこれを補完する。鉄道 ハイルブロン - ブルフザール - カールスルーエ線には、Sバーンの停車駅ロート/マルシュがある。ラインネッカーSバーンの他に、バス路線では、Südwestdeutsche Verkehrs-Aktiengesellschaftの702系統および704系統（ともにヴィースロッホ行き）、Werner GmbH & Co. KG.の719系統（ロート/マルシュ駅行き）や720系統（ハイデルベルク行き）が運行している。

### 教育

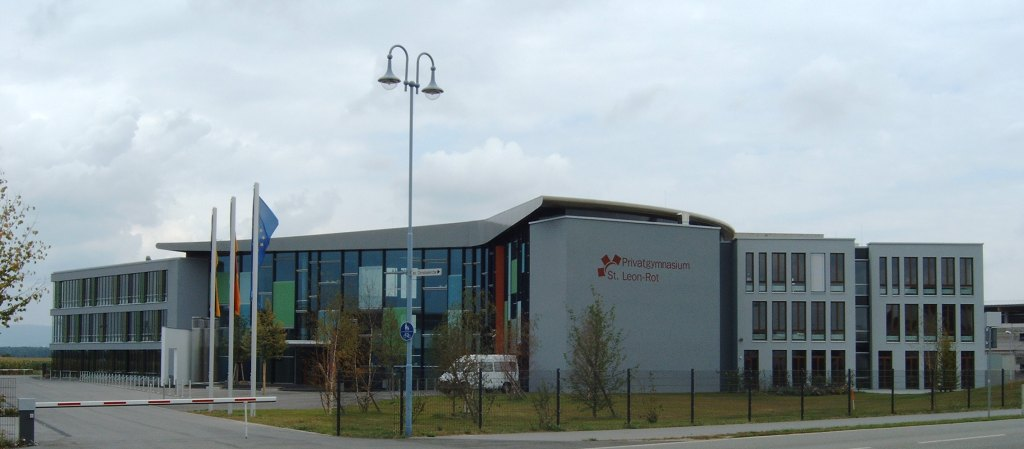
ザンクト・レオン＝ロート私立ギムナジウム

ザンクト・レオン＝ロート私立ギムナジウムの他、基礎課程学校、本課程学校、実業学校がある。
南ベルクシュトラーセ音楽学校と南ベルクシュトラーセ市民大学ザンクト・レオン＝ロート分校がこの町にあり、多くのコースを開講している。

## 人物

### この町にゆかりの人物
- フランツ・シュヌッケナック・ラインハルト（1921年 - 2006年）ヴァインスハイム出身のジャズ・ミュージシャン。1982年から亡くなった2006年までザンクト・レオン＝ロートに住んだ。

## 引用
1. ↑  Statistisches Landesamt Baden-Württemberg – Bevölkerung nach Nationalität und Geschlecht am 31. Dezember 2023 (CSV-Datei)